# 1993 Guacolda
1993 Guacolda è un asteroide della fascia principale. Scoperto nel 1968, presenta un'orbita caratterizzata da un semiasse maggiore pari a 3,0604462 UA e da un'eccentricità di 0,0646251, inclinata di 11,47731° rispetto all'eclittica.
L'asteroide è dedicato all'omonima guerriera Mapuche, moglie di Lautaro.